# 家庭教師ヒットマンREBORN! OPENING & ENDING THEME SONGS 〜vsヴァリアー編までのアニメ主題歌をフルで聴け!〜
『家庭教師ヒットマンREBORN! OPENING & ENDING THEME SONGS 〜vsヴァリアー編までのアニメ主題歌をフルで聴け!〜』（かてきょーヒットマンリボーン オープニングアンドエンディング スィームソングス ブイエスヴァリアーへんまでのしゅだいかをフルできけ）は、テレビ東京系テレビアニメ『家庭教師ヒットマンREBORN!』の主題歌を集めたコンピレーション・アルバム。

## 内容
- オープニングは標的1から標的73、エンディングは標的1から標的63までの主題歌を集めた初のコンピレーション・アルバム。

## 収録曲

### CD
1. Drawing Days（SPLAY）
2. 道標（橘慶太）
3. ONE NIGHT STAR（the ARROWS）
4. BOYS & GIRLS（LM.C）
5. Echo again（SPLAY）
6. friend（アイドリング!!!）
7. DIVE TO WORLD（CHERRYBLOSSOM）
8. Sakura addiction（雲雀恭弥 vs 六道骸）
9. friend〜TV Version〜（笹川京子 vs 三浦ハル）